# Лоцио
Ло̀цио (на италиански: Lozio, на източноломбардски: Lòh, Лох) е село и община в Северна Италия, провинция Бреша, регион Ломбардия. Разположено е на 975 m надморска височина. Населението на общината е 422 души (към 2013 г.).